# DD Весов
DD Весов (лат. DD Librae) — одиночная переменная звезда в созвездии Весов на расстоянии приблизительно 19145 световых лет (около 5870 парсеков) от Солнца. Видимая звёздная величина звезды — от +15,4m до +14,2m.

## Характеристики
DD Весов — пульсирующая переменная звезда типа RR Лиры (RR).